# Giacomo Cordella
Giacomo Cordella (Napoli, 26 luglio 1783 – Napoli, 2 maggio 1847) è stato un compositore italiano.

## Biografia
Studiò nella città natale con Fedele Fenaroli e Giovanni Paisiello, e proprio grazie all'aiuto di quest'ultimo poté rappresentare a Venezia la sua prima opera, Il ciarlatano, che fu gradita e venne poi ripresa in altre città del Nord Italia.
Proseguì la carriera in prevalenza a Napoli, dove fu apprezzato per le opere buffe, mentre le poche opere serie andarono incontro ad insuccessi. Compose anche musica sacra.

## Composizioni

### Opere teatrali
- Il ciarlatano, ossia I finti savoiardi, farsa giocosa in un atto, libretto di Luigi Buonavoglia, Venezia, Teatro San Moisè, 11 febbraio 1805
- L'albergatrice scaltra, Napoli, Teatro San Carlo, 27 giugno 1807 con Gennaro Luzio (libretto)
- Annibale in Capua, dramma per musica in due atti, libretto di Domenico Rossetti, Napoli, Teatro San Carlo, 21 ottobre 1809 con Gaetano Crivelli
- L'isola incantata, farsa in un atto, Napoli, Teatro Nuovo, estate 1809
- Una follia, commedia per musica in due atti, libretto di Andrea Leone Tottola, Napoli, Teatro dei Fiorentini, 1813 (libretto)
- L'avaro, commedia per musica in due atti, libretto di Giuseppe Palomba, Napoli, Teatro dei Fiorentini, autunno 1814 (libretto)
- L'azzardo fortunato, commedia per musica in un atto, libretto di Andrea Leone Tottola, Napoli, Teatro dei Fiorentini, carnevale 1815 (libretto)
- La rappresaglia, ovvero Amore alla prova, libretto di Cesare Sterbini, Roma, Teatro Valle, 26 dicembre 1818
- Il contraccambio, dramma giocoso in due atti, libretto di Cesare Sterbini, Roma, Teatro Valle, carnevale 1819
- Lo scaltro millantatore, commedia per musica in due atti, libretto di Giuseppe Palomba, Napoli, Teatro Nuovo, 16 luglio 1819
- Lo sposo di provincia, commedia per musica in due atti, libretto di Giovanni Schmidt, Roma, Teatro Argentina, 29 settembre 1821 (libretto)
- Il castello degli invalidi, farsa in un atto, Napoli, Teatro Nuovo, 1823
- Il frenetico per amore, melodramma in due atti, Napoli, Teatro Nuovo, autunno 1824 (libretto)
- Alcibiade, azione eroica in due atti, libretto di Luigi Prividali, Venezia, Teatro La Fenice, 26 dicembre 1824 (libretto) con Henriette Méric-Lalande, Isabella Fabbrica ed Antonio Tamburini
- Gli avventurieri, melodramma giocoso in due atti, libretto di Felice Romani, Milano, Teatro della Canobbiana, 6 settembre 1825 (libretto)
- La bella prigioniera, opera buffa in due atti, Napoli, Teatro del Fondo, 1826
- Il marito disperato, commedia giocosa per musica in due atti, libretto di Andrea Passaro, Napoli, Teatro del Fondo, quaresima 1833 (dalla commedia omonima di Giovanni Battista Lorenzi) (libretto)
- I due furbi, commedia per musica in due atti, libretto di Giuseppe Palomba (revisione di Andrea Passaro), Napoli, Teatro Nuovo, 16 luglio 1835
- Matilde di Lanchefort, melodramma storico in due atti, libretto di Andrea Passaro, Napoli, Teatro del Fondo, primavera 1838 (libretto)
- L'abitator delle rupi
- Le nozze campestri, dramma per musica in un atto, libretto di Giovanni Schmidt, Napoli, Teatro San Carlo, 30 maggio 1840

### Altro
- Il tempio di Gerosolima, oratorio, Napoli, 1798 (in collaborazione con Mariano Cordella)
- La vittoria dell'Arca contro Gerico, cantata, Napoli, 1804
- Manfredi trovatore, cantata, Napoli, Teatro San Carlo, 6 luglio 1836 (con altri compositori)
- Il dono a Partenope, cantata, libretto di Giovanni Schmidt), Napoli, Teatro San Carlo, 30 maggio 1840 (con altri compositori) con Domenico Reina

Compose inoltre altri lavori, tra cui messe, mottetti, pezzi per piccoli gruppi di strumenti.